# Volksabstimmungen in der Schweiz 2025
Dieser Artikel bietet eine Übersicht der Volksabstimmungen in der Schweiz im Jahr 2025.
In der Schweiz finden auf Bundesebene voraussichtlich fünf Volksabstimmungen statt, im Rahmen von drei Urnengängen am 9. Februar, 28. September und 30. November. Dabei handelt es sich um drei Volksinitiativen, ein obligatorisches Referendum und ein fakultative Referenden.

## Abstimmungen am 9. Februar 2025

### Ergebnisse
| Nr. | Vorlage | Art | Stimm- berechtigte | Abgegebene Stimmen | Beteiligung | Gültige Stimmen | Ja      | Nein      | Ja-Anteil | Nein-Anteil | Stände | Ergebnis |
| --- | --- | --- | ------------------ | ------------------ | ----------- | --------------- | ------- | --------- | --------- | ----------- | ------ | -------- |
| 677 | Eidgenössische Volksinitiative «Für eine verantwortungsvolle Wirtschaft innerhalb der planetaren Grenzen (Umweltverantwortungsinitiative)» | VI  | 5'618'325          | 2'137'918          | 38,04 %     | 2'112'534       | 639'005 | 1'473'529 | 30,25 %   | 69,75 %     | 0:23   | nein     |

### Umweltverantwortungsinitiative
Zwar hat die Schweiz in den letzten Jahrzehnten bei der dauerhaften Erhaltung der natürlichen Lebensgrundlagen und beim Ressourcenverbrauch Fortschritte erzielt, die jedoch aus Sicht der Jungen Grünen ungenügend sind. Aus diesem Grund reichten sie im Februar 2023 mit Unterstützung der Grünen und der SP sowie von Umwelt- und Tierschutzorganisationen eine Volksinitiative ein. Sie verlangte, dass in der Wirtschaft der Schweiz Massnahmen getroffen werden, so dass nicht mehr Ressourcen verbraucht und Schadstoffe freigesetzt werden, als es die Erneuerungsfähigkeit der Natur zulässt; zudem sollten sie sozialverträglich sein. Ebenso sollte der Konsum die planetaren Belastungsgrenzen nach Ablauf einer Zehnjahresfrist nicht mehr überschreiten. Dadurch sollten die Klimakrise, das Artensterben sowie die Verschmutzung von Böden und Gewässern aufgehalten werden. Der Bundesrat und beide Kammern des Parlaments lehnten die Initiative ab. Sie anerkannten zwar, dass die natürlichen Ressourcen geschont werden müssen, doch der geforderte Ansatz gehe zu weit, da er für die Bevölkerung und die Wirtschaft weitreichende negative Folgen hätte. Der Konsum müsste rasch mit weitreichenden Vorschriften, Verboten, Anreizen und anderen Massnahmen eingeschränkt werden, was zu einem niedrigeren Lebensstandard führen würde. Ebenso wäre der Wirtschaftsstandort Schweiz spürbar geschwächt worden. Rund 70 Prozent der Abstimmenden und sämtliche Stände lehnten die Vorlage ab.

## Abstimmungen am 28. September 2025

### Ergebnisse
| Nr. | Vorlage | Art | Stimm- berechtigte | Abgegebene Stimmen | Beteiligung | Gültige Stimmen | Ja | Nein | Ja-Anteil | Nein-Anteil | Stände | Ergebnis |
| --- | --- | --- | ------------------ | ------------------ | ----------- | --------------- | -- | ---- | --------- | ----------- | ------ | -------- |
| 678 | Bundesbeschluss vom 20. Dezember 2024 über die kantonalen Liegenschaftssteuern auf Zweitliegenschaften                         | OR  |                    |                    |             |                 |    |      |           |             |        |          |
| 679 | Bundesgesetz vom 20. Dezember 2024 über den elektronischen Identitätsnachweis und andere elektronische Nachweise (E-ID-Gesetz) | FR  |                    |                    |             |                 |    |      |           |             |        |          |

## Abstimmungen am 30. November 2025

### Ergebnisse
| Nr. | Vorlage | Art | Stimm- berechtigte | Abgegebene Stimmen | Beteiligung | Gültige Stimmen | Ja | Nein | Ja-Anteil | Nein-Anteil | Stände | Ergebnis |
| --- | --- | --- | ------------------ | ------------------ | ----------- | --------------- | -- | ---- | --------- | ----------- | ------ | -------- |
| 680 | Volksinitiative «Für eine engagierte Schweiz (Service-citoyen-Initiative)»                                    | VI  |                    |                    |             |                 |    |      |           |             |        |          |
| 679 | Volksinitiative «Für eine soziale Klimapolitik – steuerlich gerecht finanziert (Initiative für eine Zukunft)» | FR  |                    |                    |             |                 |    |      |           |             |        |          |